# 张叔诚旧居
张叔诚旧居建于1936年，是前清工部右侍郎、总办路矿大臣张翼之子，著名实业家、山东枣庄中兴煤矿公司监察人、中兴煤矿董事、协理、常务董事、天津文史研究馆馆员、天津市政协委员张叔诚在天津的故居，坐落于原天津英租界的伦敦道（London Road）（今和平区成都道118号），该建筑现为一般保护等级历史风貌建筑。现为天津市体育局办公楼。

## 建筑
张叔诚旧居原为二层花园宅邸，后加盖一层变为三层，由比利时工程师设计。该楼二楼设有阳台，室内门窗和地板均为菲律宾木。原旧居周围的庭院包括现在天津人民体育馆所在地，该建筑还建有后楼小洋楼。1958年，天津市人民政府购买该旧居供天津市体育局办公用。